# Tuła T-200

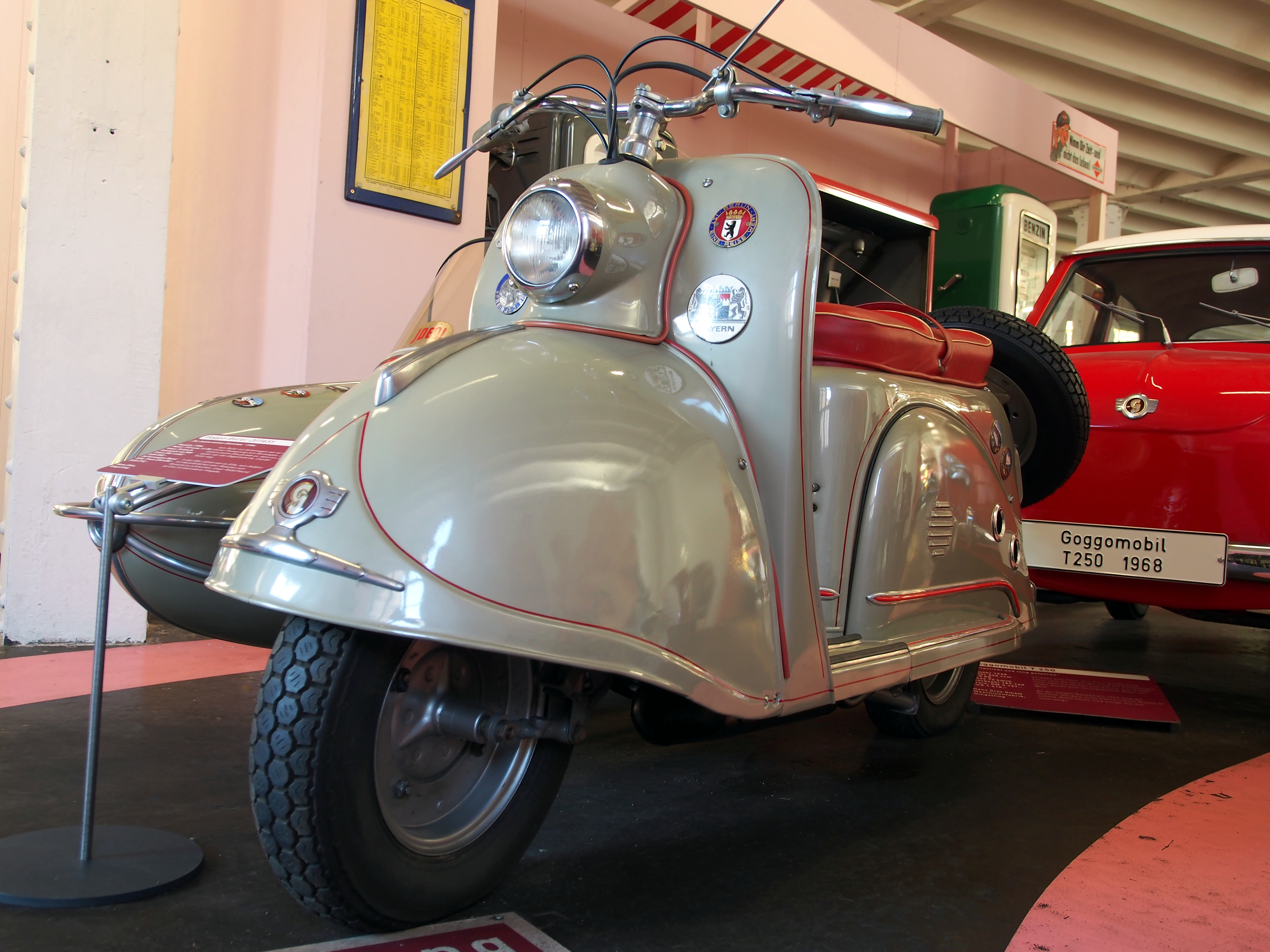
Pierwowzór – Goggo 200 (późniejsza wersja z podciętym błotnikiem)

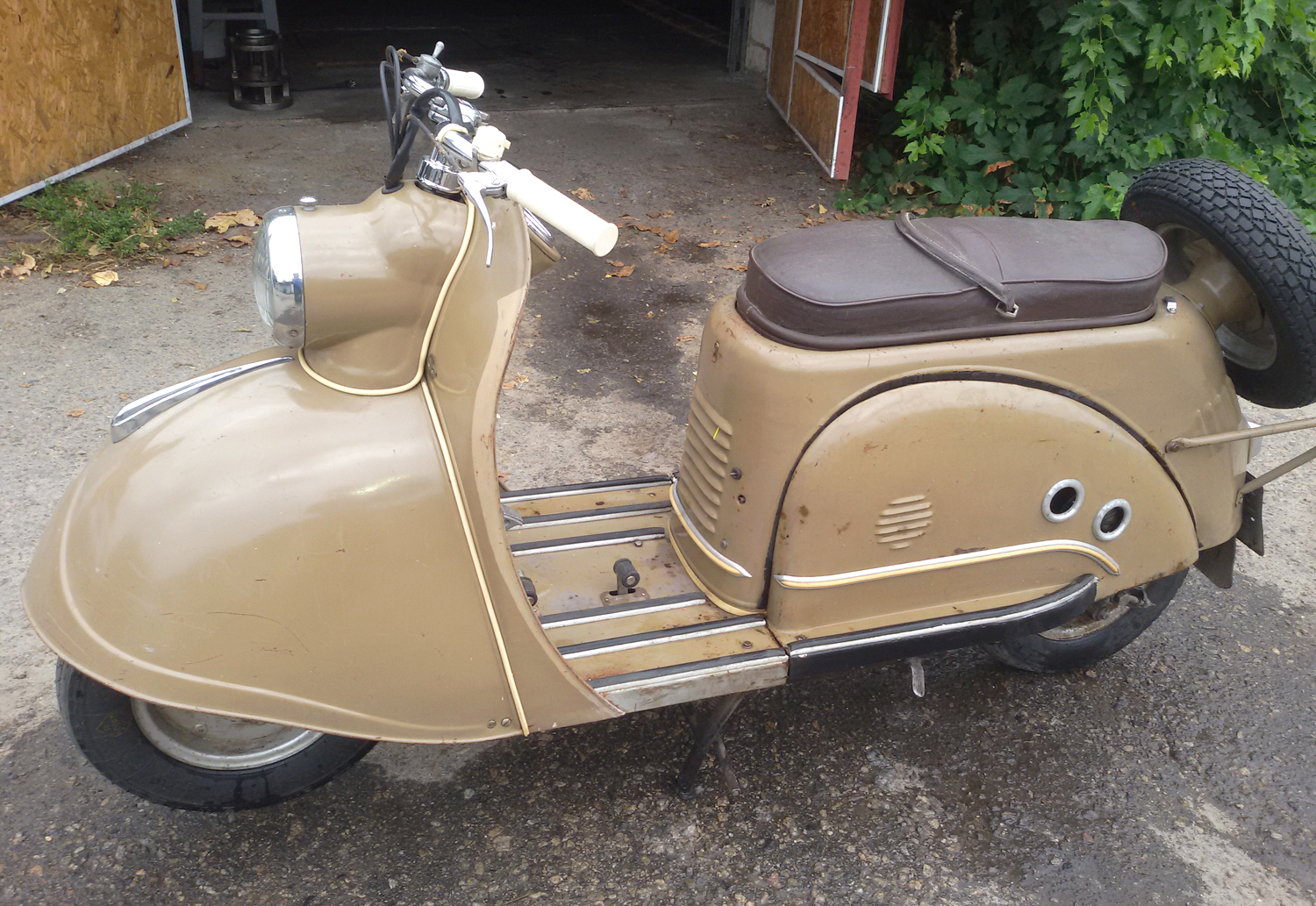
Tuła T-200 pierwszego modelu

Tuła T-200 – radziecki skuter klasy 200 cm³, produkowany przez TMZ w Tule w latach 1957–1968 (od 1961 w wersji T-200M). Stanowił kopię zachodnioniemieckiego Glas Goggo 200. Jeden z pierwszych skuterów produkowanych w ZSRR.

## Historia rozwoju
W latach 50. popularność w krajach zachodnich zaczęły zdobywać skutery, których nie produkowano do tej pory w centralnie planowanej gospodarce ZSRR. 19 czerwca 1956 Rada Ministrów ZSRR zdecydowała o podjęciu w kraju produkcji własnych skuterów (ros. мотороллер – motoroller). Z powodu braku czasu i dotychczasowych doświadczeń w konstrukcji skuterów, zdecydowano o bezlicencyjnym skopiowaniu najlepszych modeli zachodnich, przy czym już od 1955 roku prowadzono prace w tym kierunku. Jednym z zakładów produkujących skutery miał być Tulski Zakład Budowy Maszyn (Tulskij Maszynostroitielnyj Zawod, TMZ) w Tule, który wcześniej nie produkował pojazdów, natomiast zajmował się produkcją zbrojeniową i maszynową. Po próbach różnych modeli w Centralnym Biurze Eksperymentalno-Konstrukcyjnym (CEKB) przemysłu motocyklowego w Sierpuchowie, jako wzór do produkcji w Tule wybrano zachodnioniemiecki Glas Goggo 200. Jednocześnie w WPMZ Mołot rozpoczęto produkcję lżejszego skutera Wiatka WP-150, skopiowanego z włoskiej Vespy.
Dokumentację cięższego skutera, nazwanego Tuła T-200, opracowano we współpracy z CEKB w Sierpuchowie, które skopiowało układ napędowy wraz z silnikiem i instalacją elektryczną. W stosunku do pierwowzoru wprowadzono pewne zmiany, jak radziecki gaźnik, przy czym minimalnie różniły się parametry silnika. Skopiowany skuter był znacznie cięższy (masa ponad 150 kg w stosunku do 125 kg oryginału), dlatego zastosowano większe opony 10-calowe zamiast 8-calowych, jak w podstawowym modelu Goggo. Wczesne skutery Goggo miały charakterystyczny stały błotnik zakrywający całkiem przednie koło, lecz Tuła otrzymała błotnik z płytkim wycięciem na dole, jak późne modele. Radziecki skuter nie stał się mimo to bezpośrednią konkurencją, gdyż w międzyczasie, w 1956 roku Glass zakończył produkcję skuterów Goggo, przechodząc na mikrosamochody.
W styczniu 1957 zbudowano 5 próbnych skuterów T-200, a 27 kwietnia 1957 uruchomiono produkcję seryjną. Do końca roku zbudowano tylko 992 egzemplarze, lecz w kolejnym powstało ich już 14 315. Nowością wśród radzieckich motocykli był elektryczny rozrusznik. W 1960 roku jednak wprowadzono także rozrusznik nożny, bardziej praktyczny w wiejskich oddalonych rejonach kraju, w razie rozładowania akumulatora. Od 1961 roku produkowano ulepszoną wersję T-200M, w której m.in. zwiększono moc o 1 KM, obniżono masę o 10 kg (m.in. poprzez rezygnację z rozrusznika elektrycznego) i zmieniono zawieszenie przednie w celu polepszenia prowadzenia; wizualnie odróżniał ją głębiej wycięty błotnik. 
W 1962 roku powstała też seria skuterów T-200K z wózkiem bocznym, którego nadwozie było przejęte z wózka motocykla IŻ-56 (według niektórych publikacji, zbudowano ich 94). Ogółem przez 12 lat powstało ponad 280 tysięcy T-200 i 200M. Koncepcja skutera z wózkiem bocznym, będąca rzadkim rozwiązaniem, została również zastosowana pierwotnie w Goggo.

## Konstrukcja
Nadwozie tworzyła rama z przymocowanymi tłoczonymi blaszanymi panelami, nadającymi konstrukcji sztywność. W nadwoziu pomieszczono akumulator, gaźnik, tłumik i filtr powietrza, a w górnej części, pod dwumiejscowym siedzeniem – zbiornik paliwa. Pedały hamulca nożnego i zmiany biegów umieszczone były na płaskiej podłodze. Szeroki przedni błotnik był nieruchomy, podobnie jak reflektor w obudowie nad nim i tablica przyrządów po wewnętrznej stronie osłony. Na prawej osłonie przedniej był stylizowany napis m200 lub m200м. 
Silnik o pojemności 199 cm³, jednocylindrowy dwusuwowy, o średnicy cylindra 62 mm i skoku tłoka 66 mm, chłodzony był powietrzem z wymuszonym chłodzeniem. Silnik zblokowany był z czterobiegową mechaniczną skrzynią biegów, zamontowany w nadwoziu przed tylnym kołem w pozycji klasycznej – z cylindrem stojącym. Gaźnik typu K-28G. Sprzęgło było wielotarczowe, mokre. 
Koła o wymiarach 4,00-10" były wzajemnie wymienne, z tyłu nadwozia mocowano koło zapasowe. Zawieszenie koła przedniego w T-200 na dwustronnym wahaczu pchanym w kształcie litery U (obejmującym koło od tyłu), zawieszonym pośrodku na widelcu, resorowanym przez dwie sprężyny śrubowe pracujące na rozciąganie i zaopatrzonym w amortyzator hydrauliczny po prawej stronie. Zawieszenie koła tylnego na dwustronnych wahaczach wleczonych, ze sprężynami śrubowymi pracującymi na ściskanie i dwoma amortyzatorami. Rolę wahacza z prawej strony pełniła hermetyczna obudowa łańcucha napędowego. W T-200M zmieniono zawieszenie przednie na dwustronny wahacz wleczony, obejmujący koło od przodu, z dwoma amortyzatorami teleskopowymi olejowo-sprężynowymi, jakie zastosowano też z tyłu. 
Rozrusznik elektryczny w T-200 działał też jako prądnica (dynamostarter). T-200 miał 12-voltową instalację elektryczną i akumulator o pojemności 20 Ah. Od 1960 stosowano także rozrusznik nożny, a w T-200M zrezygnowano z rozrusznika elektrycznego i akumulatora, wprowadzając instalację prądu przemiennego. 

## Wersje pochodne i dalszy rozwój

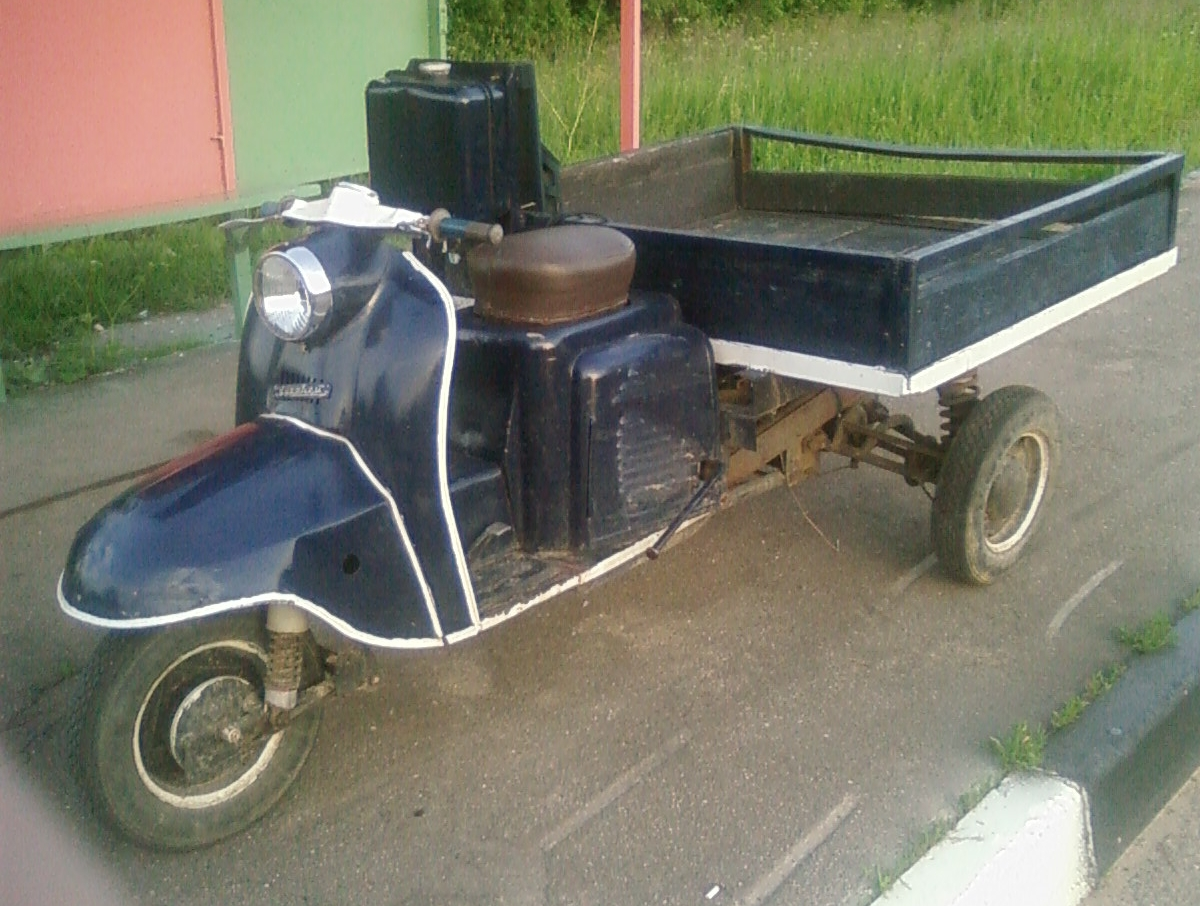
TGA-200 Murawiej

Na bazie T-200 opracowano już na początku trójkołowy pojazd towarowy TG-200, których pierwsze 99 sztuk wyprodukowano w tym samym 1957 roku. Był on również wzorowany na odpowiedniej konstrukcji niemieckiej. Litera G pochodziła od gruzowoj (towarowy), produkowano je początkowo w dwóch wariantach: TG-200K ze skrzynią ładunkową i TG-200F – furgon. W 1962 pojawił się izotermiczny furgon do przewozu żywności. Pojazdy te były również eksportowane, m.in. do Jugosławii i Niemiec. Towarowe trójkołowce stały się istotnym produktem zakładów – przez 12 lat wyprodukowano ich 188 tysięcy, a roczna produkcja sięgała 27 tysięcy. Od 1969 roku zastąpił je ulepszony model TGA-200 Murawiej (pol. „mrówka”), a później Murawiej-2, oparte na dalszych skuterach TMZ. Ogółem produkcja towarowych trójkołowców, wywodzących się z T-200 i napędzanych tym samym lub ulepszonym silnikiem, trwała do 2001 roku i sięgnęła ponad 1,4 miliona sztuk.
Wyprodukowano też w 1960 roku 50 motoriksz T-200T na potrzeby transportu zwiedzających na Wystawie Osiągnięć Gospodarki Narodowej – przednie koło zostało w nich zastąpione przez dwa koła z dwuosobową poprzeczną ławką.
W 1968 roku T-200M został zastąpiony przez jego rozwinięcie TMZ Turist, a później przez TMZ Tulica.